# Aechmea blanchetiana
Aechmea blanchetiana, popularmente chamada gravatá e bromélia-tanque, é uma espécie de planta da família das bromeliáceas (Bromeliaceae) É endêmica do Brasil e Estados Unidos. Especificamente no Brasil, ocorre nos estados da Bahia e Espírito Santo. Apresenta densidade de 1 370 indivíduos por hectare e biomassa de 1 104,8 gramas por roseta em áreas de restinga de ambos os estados. É uma erva perene, epífita ou terrícola que apresenta fertilidade durante o ano todo e é polinizada por aves. Em 2005, foi citada como vulnerável na Lista de Espécies da Flora Ameaçadas do Espírito Santo; e em 2014, como quase ameaçada na Lista Vermelha de Ameaça da Flora Brasileira do Centro Nacional de Conservação da Flora (CNCFlora). Considera-se que esteja quase ameaçada, pois o habitat onde está presente sofre de intensa fragmentação. Além disso, A. blanchetiana é almejada por seu valor ornamental.

## Etimologia
O nome popular é um designativo comum das espécies de vários gêneros de bromeliáceas, incluindo Aechmea. Deriva do tupi karagwa'ta em sentido definido. O termo ocorreu em 1618 como garuatas e em 1782 como gravatá. Tem como variantes caraguatá (registrado em 1584 como caraguatâ, em 1594 como caraguata, em 1627 como caragatâ, em 1628 como caragoáta, e em 1631 como caraguoatha), caroatá (em 1675 caroátas e em 1761 caravatá), coroatá (em 1730 coroatâ), craguatá, crauatá (em 1781 crabatá, em 1817 acroatá e em 1875 crauatás) e curuatá.